# Колин Ханкс
Колин Ханкс (роден на 24 ноември 1977 г.) е американски актьор.

## Биография
Колин Ханкс е роден в Сакраменто, Калифорния. Син е на носителя на Оскар – Том Ханкс и първата му съпруга Саманта Лийвс, която умира от рак на костите на 13 март 2002 г. Колин има една сестра, Елизабет (р. 1982) и двама природени братя, Честър (р. 1990) и Труман (р. 1995) от втория брак на баща си с актрисата Рита Уилсън.

## Частична филмография

### Филми
- 1996 – „Музиката, която правиш“ (That Thing You Do!)
- 2000 – „На всяка цена“ (Whatever It Takes)
- 2001 – „Преживей го“ (Get Over It)
- 2002 – „Град Ориндж“ (Orange County)
- 2003 – „В 11:14 вечерта“ (11:14)
- 2005 – „Кинг Конг“ (King Kong)
- 2008 – „Великият Бък Хауърд“ (The Great Buck Howard)
- 2008 – „Флиртология“ (The House Bunny)
- 2008 – „Непроследим“ (Untraceable)
- 2008 – „Новото гадже на мама“ (My Mom's New Boyfriend)
- 2012 – „Гузен негонен“ (The Guilt Trip)
- 2013 – „Паркланд“ (Parkland)

### Телевизия
- 1999 – 2001 – „Розуел“ (Roswell)
- 2010 – „Добрите момчета“ (The Good Guys)
- 2011 – „Декстър“ (Dexter)
- 2014– – „Фарго“ (Fargo)
- 2014 – понастоящем – „Говорещият Том и приятели“ (Talking Tom and Friends)
- 2015- – „Семеен пъзел“